# Ferhadija
Ferhadija er en moske i Banja Luka, Bosnien-Hercegovina, der er optaget på UNESCOs verdensarvsliste. Moskeen blev jævnet med jorden af serbiske nationalister i 1993, men er siden blevet genopført og blev genåbnet i 2016.

## Ødelæggelse og genopbygning
Under  Krigen i Bosnien-Hercegovina sprængte den serbiske milits sprængte Ferhadija moskeen i luften natten mellem den 6. og 7. maj 1993. Minareten overlevede den første eksplosion, men blev derefter jævnet med jorden.
Murbrokkerne blev deponeret på byens losseplads; nogle sten og dekorative detaljer blev knust af serberne til brug som vejfyld. Den jævnede byggetomt blev benyttet som parkeringsplads. Nogle uger efter ødelæggelsen af Ferhadija blev "Sahat Kula", et af de ældste osmanniske klokketårne i Europa, også ødelagt.
Sarajevos arkitektskole anslog omkostningerne ved genopbygningen til omkring 12 mio. KM (omkring $ 8 mio.). En lokal dommer fastslog, at myndighederne i Banja Luka, som er bosnisk-serbiske-kontrolleret, skal betale 42 mio. $ til det islamiske samfund for de 16 moskeer (herunder Ferhadija moskeen), der blev ødelagt under den bosniske krig 1992-1995. Denne afgørelse blev efterfølgende omstødt af højesteret i Sarajevo, da Republika Srpska protesterede mod at betale for skader, som enkeltpersoner havde forvoldt under krigen.
Moskeen genåbnede i 2016.